# Myrsine tempanpan
Myrsine tempanpan är en viveväxtart som först beskrevs av Pieter van Royen, och fick sitt nu gällande namn av Pipoly. Myrsine tempanpan ingår i släktet Myrsine och familjen viveväxter. Inga underarter finns listade i Catalogue of Life.